# Maicol Jecson
Maicol Jecson è un film del 2014 diretto da Enrico Audenino e Francesco Calabrese.

## Trama
Fine giugno 2009. Il quindicenne Andrea, approfittando della casa lasciata vuota dai genitori partiti per le vacanze, spera di perdere la verginità con Eva ma prima deve riuscire a liberarsi del fratellino Tommaso, patito di Michael Jackson. In cerca di una soluzione al suo problema, Andrea si imbatte per caso in Cesare, anziano ospite della casa di riposo che accetta ben volentieri di fare da nonno ai due ragazzi.

## Riconoscimenti
- 2014 - Zlín International Film Festival for Children and Youth
  - Nomination Best European Debut Film